# Kvitel
Este artículo refiere a la nota de oración; para el juego de tarjeta ve Kvitlech.

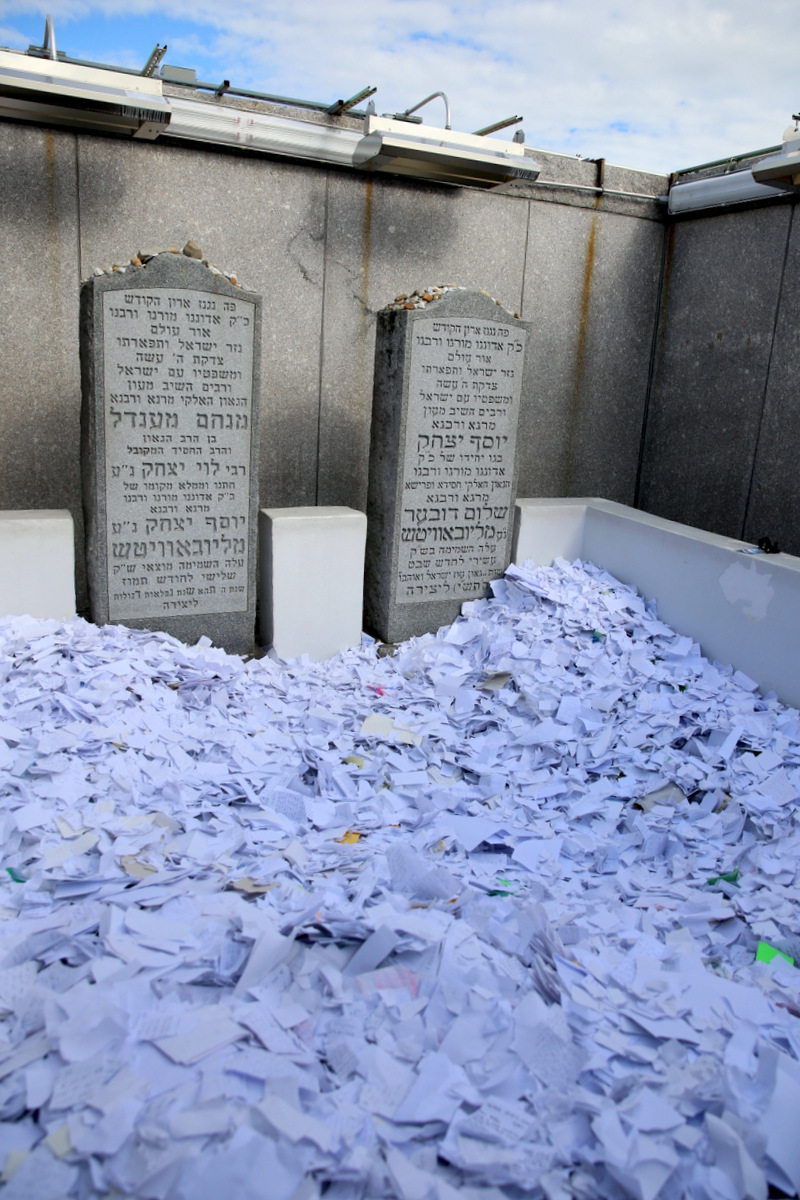
Las tumbas de Yosef Yitzchok Schneersohn (derecha) y Menachem Mendel Schneerson, el sexto y séptimo rebes lubavitcher, llenas de kvitelach.

Kvitel (en yidis: קוויטל‎, "pequeña nota"; plural קוויטלעך, kvitelach) se refiere a una práctica desarrollada por el judaísmo jasídico en la que un jasid (seguidor del judaísmo jasídico) escribe una nota con una oración de petición y la entrega a un rebe (líder rabínico hereditario jasídico) para recibir la bendición de éste. Esta oración puede ser una petición general por la salud, el sustento o el éxito, o una petición específica como la recuperación de una enfermedad, la capacidad de tener hijos, una boda compatible, etc.
La escritura, entrega y lectura de un kvitel es tratada muy seriamente tanto por los jasid como por los rabinos, y se ejecuta de acuerdo con protocolos específicos. Debido a su inherente santidad, los kvitelaj no pueden ser tirados después de su uso; son quemados o enterrados.
La práctica de dar kvitelach continúa hoy en día en todas las cortes jasídicas. Los kvitelaj también se colocan en las tumbas de los rabinos y tzadikim (plural de "tzadik", u hombre santo judío) con la esperanza de que el alma del difunto interceda por el peticionario en el Cielo.
Es una costumbre centenaria de los judíos colocar kvitelach con oraciones personales a Dios entre las piedras del Muro Occidental de Jerusalén. Esta práctica también ha sido adoptada por peregrinos cristianos y dignatarios extranjeros. Cada año se colocan más de un millón de notas de oración en el Muro Occidental.

## Origen
No está claro cuándo comenzó la práctica de escribir y dar kvitelach. Esta práctica no se menciona en los escritos de los primeros cabalistas, ni en las obras de la escuela de Isaac Luria (1534-1572), el padre de la Cábala moderna. La primera vez que se menciona es en la época del Baal Shem Tov (1698-1762), fundador del jasidismo.
Algunos estudiosos han sugerido que la práctica se basa en la interpretación del comentarista bíblico Nahmánides (1194-1270) del versículo bíblico "Y todos los contados de los hijos de Israel por sus casas paternas, de veinte años en adelante, todos los que podían salir a la guerra en Israel" (1:45). En su comentario sobre la Torá (los Cinco Libros de Moisés), Nahmánides sostiene que Moisés pidió a cada judío que se presentara ante él para ser contado. Esta comparecencia personal del judío ante Moisés, el tzadik (santón judío), prefiguraba la ceremonia de entrega de un kvitel por parte del jasid a su Rebe.
Una vez que la práctica de entregar kvitelach se estableció en las cortes jasídicas, fue tratada muy seriamente. Hubo casos en los que los judíos jasídicos contrataron a un no judío para que montara o viajara hasta el Rebe en Sabbat (el sábado judío) para entregar un kvitel para un judío que estaba enfermo, una clara violación de las leyes del Shabat. El rabino Sholom Mordejai Schwadron (1835-1911) respondió en una ocasión a una persona que le preguntó si un judío podía enviar un telegrama en nombre de un enfermo en Shabat: "En mi ciudad natal de Zlatshev, había una persona desesperadamente enferma. Cuando el Rebe de la dinastía jasídica Belz, el rabino Sholom Rokeach, estava en Brod para el Shabat, el rabino local permitió a los judíos que un gentil escribiera el nombre del enfermo y el de su madre y enviara este kvitel a Brod". Esta acción fue protestada vehementemente por el rabino Shlomo Kluger, así como por el Rebe de Belz, y el rabino fue destituido de su cargo.

## Procedimiento

### Escribiendo el kvitel
En los tribunales jasídicos, el kvitel lleva inscritos los nombres del peticionario y de los miembros de su familia, junto con sus peticiones específicas. La forma del nombre es el nombre hebreo completo de la persona y el nombre hebreo de su madre (por ejemplo, Shmuel ben Chana, "Shmuel el hijo de Chana"), incluso si el Rebe ya sabe quién es. Se acostumbra a escribir el kvitel en una hoja de papel en blanco, sin forrar.
Las costumbres difieren en cuanto a quién escribe el kvitel. En algunos tribunales, el asistente del Rebe escribe el kvitel en nombre del peticionario; en otros, se paga a una persona específica para que escriba el kvitelaj. Alternativamente, el propio peticionario escribe el kvitel.
En torno a la escritura de un kvitel surgieron diversas costumbres. Se considera un mal presagio que un kvitel se caiga al suelo, o que se coloque arena sobre él. (La arena se utilizaba habitualmente como agente de secado de la tinta sobre el papel.) Se tiene cuidado de escribir el kvitel sin ningún error, ya que los judíos jasídicos creen que los kvitelach contienen secretos profundos.

### Dar el kvitel
El kvitel se envía al Rebe por mensajero o por correo, o es entregado personalmente por el jasid durante su audiencia privada con el Rebe. El kvitel suele entregarse junto con una suma de dinero conocida como pidyon (redención), que el Rebe utiliza para el mantenimiento de su corte o para distribuirla en obras de caridad. Algunos rabinos pedían al jasid una suma de dinero igual al doble del valor numérico de la palabra hebrea jai (vida), que es igual a 18. Otros tomaban una cantidad de dinero igual al valor numérico de las letras de los nombres hebreos del jasid o de su esposa.
Las mujeres también son bienvenidas a visitar a un Rebe y presentarle su kvitelach. Sin embargo, el Rebe no mira directamente a la mujer mientras da su bendición.
La entrega del primer kvitel consolida el estatus de un Rebe jasídico recién nombrado. En la tradición de Belz, el primer kvitel a un nuevo Rebe es ofrecido por un seguidor de la dinastía jasídica de Ropshitz. Así, cuando el Rabino Yissachar Dov Rokeach asumió el manto de liderazgo en 1894 después de la muerte de su padre, el Rabino Yehoshua Rokeach, recibió su primer kvitel del Rabino Yissachar Dov de Bisk, un seguidor de la dinastía Ropshitz. Treinta y tres años más tarde, tras el funeral de Rabí Yissachar Dov Rokeach, el hijo y sucesor de Rokeach, Rabí Aharon Rokeach, recibió su primer kvitelach de Rabí Yissachar Dov de Bisk y otros dos seguidores de la dinastía Ropshitz.
Los seguidores de la dinastía jasídica de los Guer tienen en su poder el Kotzer Kvitel, una larga nota escrita por un anciano jasid que había asistido a las cortes de Rabi Yehudah Aryeh Leib Alter (el Sefas Emes), Rabi Chanoch Henoch de Alexander, Rabi Yitzchak Meir Alter (el Chiddushei Harim) y Rabi Menachem Mendel de Kotzk. Este jasid presentó el kvitel, que contiene sus recuerdos de estos antiguos Rebes de la dinastía Guer, a Rabí Avraham Mordejai Alter (el Imrei Emes) al ser nombrado este último como Rebe de la dinastía Guer.

### Leyendo el kvitel
Si el kvitel es entregado por correo o mensajero, el asistente del Rebe lo lee al Rebe. Si el jasid está presente, el Rebe lee el kvitel durante su audiencia. Después, el Rebe bendice al peticionario.
Tradicionalmente, los rabinos dedican su máxima atención a la lectura de los kvitelaj. Se dice del Rebe de Bohusher, Rabí Yitzchok Friedman, que cuando leía un kvitel, ponía todo su ser en el trozo de papel antes de impartir su bendición. El Rebe de Satmar, el rabino Yoel Teitelbaum, era conocido por escudriñar cada kvitel y señalar los errores en la escritura de nombres de personas que nunca había conocido.
Se cuentan historias de Rebes que eran capaces de leer en un kvitel las situaciones de quienes eran nombrados en él. Una vez, una futura novia y su madre visitaron al Rebe de Bohusher, Rabí Yitzchok Friedman, para una bendición. El asistente del Rebe escribió el kvitel apresuradamente, anotando junto al nombre de la madre que estaba a punto de casarse. El Rebe miró el kvitel y dijo: "Ya está casada".
Cuando el rabino Aharon Rokeach, el Rebe de Belz, se escondía de los nazis en el gueto de Cracovia en 1942, aceptó un kvitel de uno de los hombres a los que se había asignado la protección. Mientras se leían los nombres de los hijos del hombre en voz alta, el Rebe detenía continuamente al lector cuando llegaba al nombre de un determinado niño y le pedía que comenzara a leer el kvitel de nuevo. Esto ocurrió varias veces. Más tarde el hombre se enteró de que ese hijo había muerto repentinamente durante la guerra, pero el resto de su familia sobrevivió.
Se decía de los "grandes Rebes" que en su presencia, los peticionarios se asombraban y entregaban accidentalmente un papel en blanco en lugar del kvitel. El Rebe leía la hoja en blanco y entendía exactamente lo que la persona quería.
En la corte de Vizhnitz, se sabía que si el Rebe pedía un cigarrillo para fumar en medio de la lectura de un kvitel, era señal de que la petición del solicitante había sido aceptada. El rabino Eliezer Dovid Friedman, seguidor del cuarto Rebe de Vizhnitzer, el rabino Chaim Meir Hager, fue testigo de esto en 1965 cuando entregó un kvitel al Rebe en nombre de un judío de Melbourne enfermo de cáncer y el Rebe le pidió un cigarrillo mientras leía el kvitel. El hombre se recuperó completamente. Sin embargo, en 1972, inmediatamente después de la muerte del Rebe, el judío de Melbourne enfermó de la misma enfermedad y sucumbió a ella.

## En una tumba

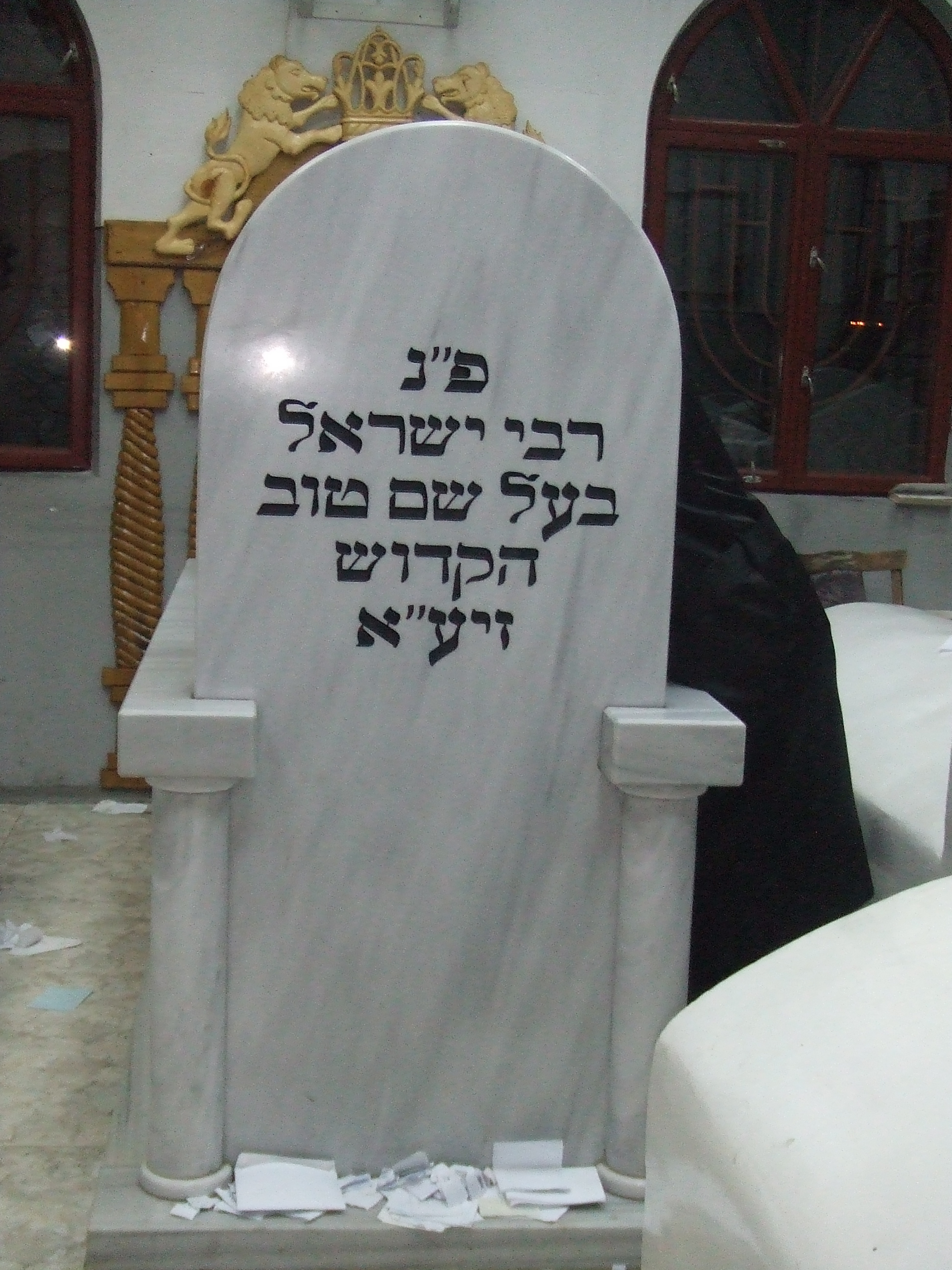
Kvitelach dejado en la tumba del Baal Shem Tov en Medzhybizh, Ucrania.

Es una práctica común para los judíos jasídicos colocar kvitelach en la tumba de un Rebe o tzadik con la creencia de que el alma del difunto rezará por ellos en el Cielo. El visitante suele sentarse junto a la tumba para escribir su kvitel y meditar sobre su petición, y luego rompe el kvitel y lo arroja sobre la tumba. Muchas tumbas de hombres santos judíos están construidas con aberturas especiales para la inserción de kvitelach.

## En el Muro de las Lamentaciones

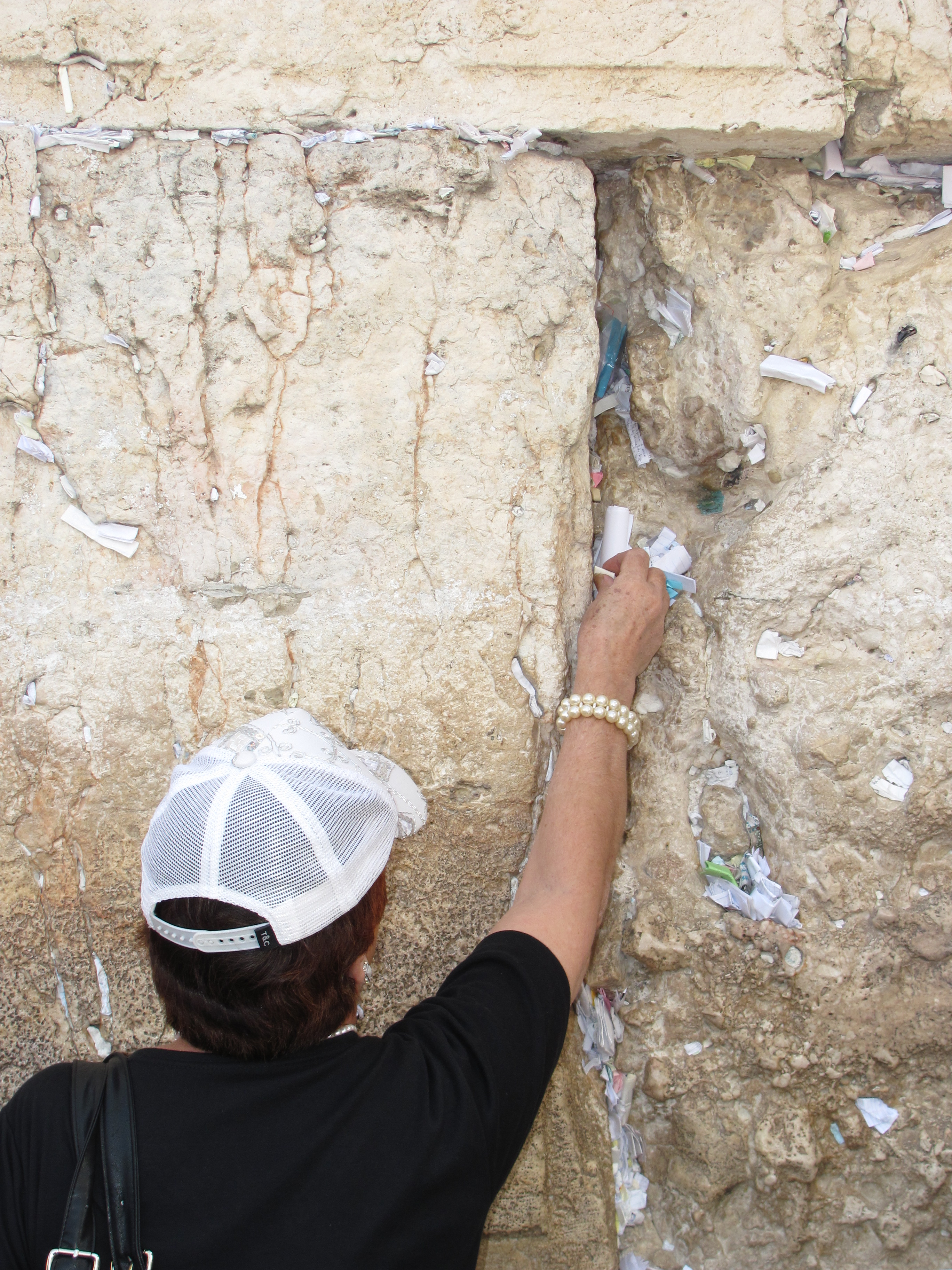
Una mujer coloca una nota de oración en el Muro.

Los kvitelaj que se colocan en el Muro de las Lamentaciones difieren de los kvitelaj que se entregan en las cortes jasídicas, ya que contienen oraciones, peticiones o mensajes escritos directamente a Dios. Estas notas de oración se doblan y se introducen en las grietas y hendiduras del Muro. La razón de esta práctica se debe a la enseñanza midráshica de que la Presencia Divina nunca se ha movido del Muro Occidental, y a la enseñanza cabalística de que todas las oraciones ascienden al Cielo a través del Monte del Templo, al que se asoma el Muro Occidental. Cada año se colocan más de un millón de notas de oración en el Muro Occidental.

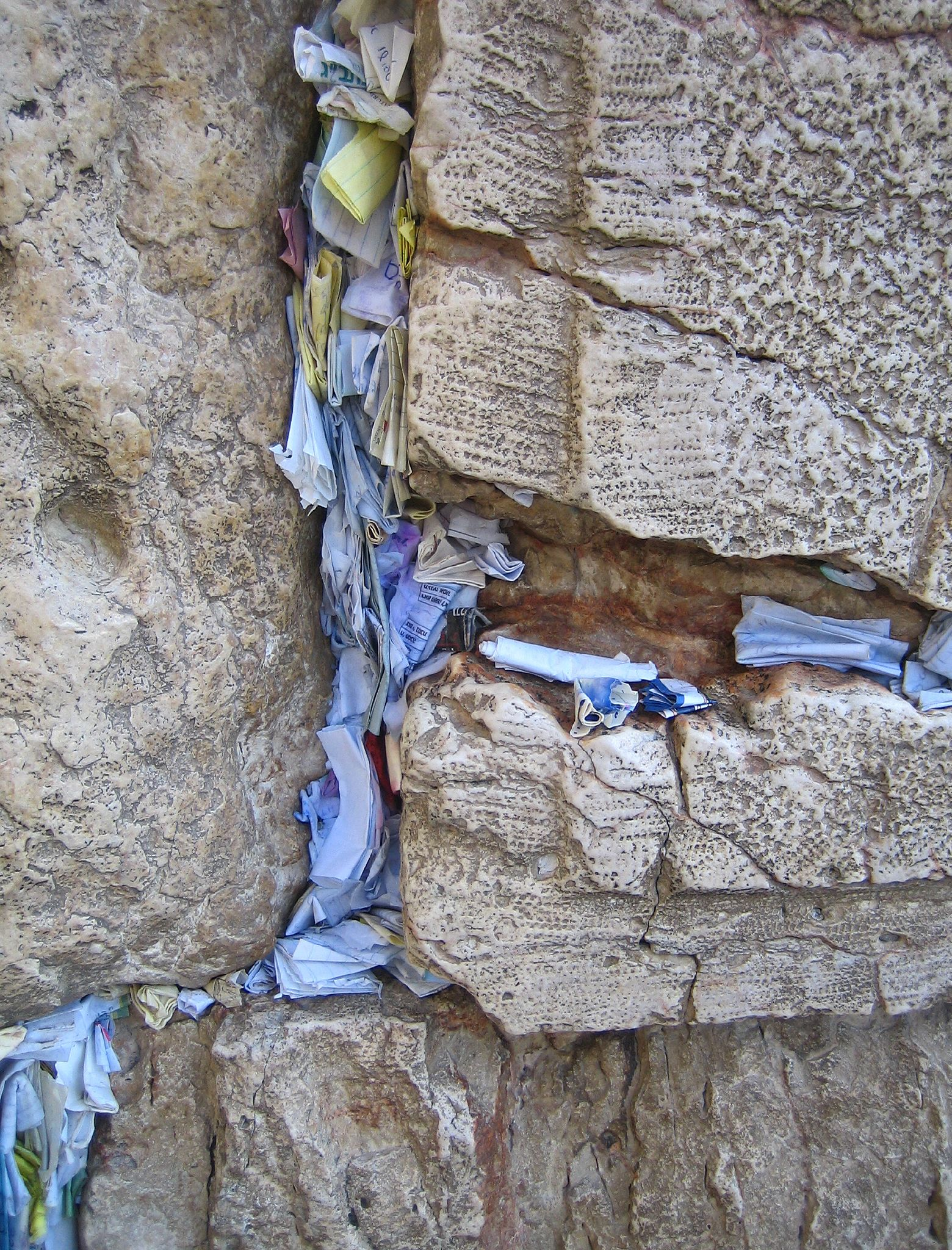
Kvitelach encajado entre las grietas del Muro Occidental.

La práctica de colocar notas de oración en el Muro de las Lamentaciones también ha sido adoptada por los peregrinos cristianos y de otras religiones. Entre los dignatarios extranjeros que han colocado públicamente un kvitel en el Muro de las Lamentaciones se encuentran el Papa Juan Pablo II en 2000, la senadora estadounidense Hillary Clinton, el Papa Benedicto XVI en 2008, el candidato presidencial estadounidense Barack Obama en 2008, y el candidato presidencial estadounidense Mitt Romney y su esposa Ann en 2012. El Papa Francisco insertó un texto manuscrito en español del Padre Nuestro en el Muro durante su visita en 2014. El 22 de mayo de 2017, Donald Trump se convirtió en el primer presidente estadounidense en ejercicio en visitar el Muro; también insertó una nota.
Basada en la prohibición del rabino francés del siglo XI Rabbeinu Gershom de no leer el correo de otra persona, la ley judía prohíbe la lectura de notas que hayan sido insertadas en el Muro Occidental.

## Eliminación
Los kvitelaj no pueden tirarse; hay diferencias de opinión sobre si deben quemarse o enterrarse. Según el rabino Shmuel Rabinovitch, rabino del Muro de las Lamentaciones y autor de Minhagei HaKotel, un libro de leyes sobre el Muro de las Lamentaciones, la quema es una forma "pura" de tratar los billetes, pero enterrarlos es más honorable. Dos veces al año, el rabino Rabinovitch y sus ayudantes recogen los cientos de miles de kvitelach que quedan en el Muro y los entierran en el cementerio judío del Monte de los Olivos.
Los kvitelach que se dejan en las tumbas se queman tradicionalmente. La tumba del sexto y séptimo Rebe de Jabad-Lubavitch, el rabino Iosef Itzjak Schneerson y el rabino Menachem Mendel Schneerson, incluye una máquina de fax que recibe más de 700 faxes al día, y un ordenador que recibe 400 correos electrónicos diarios. Todos estos kvitelaj se imprimen y se llevan a las tumbas, donde se hacen jirones y se colocan sobre ellas. Cuando la pila crece demasiado, las notas trituradas se queman.

## Versiones electrónicas
En la era electrónica actual, muchos servicios en línea ofrecen a los peticionarios la posibilidad de enviar su kvitel al Muro Occidental por correo electrónico, fax, mensajes de texto e Internet; el kvitel se imprime luego y se inserta en las grietas del Muro. El "Send a Kvitel Service" de kevarim.com recibe kvitelach a través de Internet y luego los envía a las tumbas de tzadikim en América del Norte con personas que viajan a estas tumbas. El propio Rebe de Nikolsburgo acepta kvitelach y pidyonos por Internet.
El envío de kvitelaj a la tumba de un Rebe o tzadik también se ha convertido en una herramienta de recaudación de fondos. Mosdos Kever Rachel (Fundación Kever Rachel) anima a los donantes a enviar mensajes y oraciones que se leerán en voz alta en la Tumba de Rachel. Del mismo modo, el sitio web del Instituto de Investigación de Breslov ofrece a los donantes la oportunidad de enviar un "kvitel digital" para que sea leído junto a la tumba de Rabi Najman de Breslov en Uman, Ucrania.